# (7891) Fuchie
(7891) Fuchie (1994 VJ7) – planetoida z pasa głównego asteroid okrążająca Słońce w ciągu 3,44 lat w średniej odległości 2,28 j.a. Odkryta 11 listopada 1994 roku.